# Condado de Charlevoix
O Condado de Charlevoix é um dos 88 condados do estado americano de Michigan. A sede do condado é Charlevoix, e sua maior cidade é Charlevoix.
O condado possui uma área de 3 602 km² (dos quais 2 522 km² estão cobertos por água), uma população de 26 090 habitantes, e uma densidade populacional de 24 hab/km² (segundo o censo nacional de 2000).